# Space Force
Space Force är en amerikansk komediserie från 2020. Serien är skapad av Greg Daniels och Steve Carell. Första säsongen består av 10 avsnitt. 
Den svenska premiären på Netflix var den 29 maj 2020. I april 2022 lades serien ner efter två säsonger.

## Handling
Serien handlar om general Mark R Naird. Han är en framgångsrik pilot som när drömmar om att leda USA:s flygvapen. Han blir utvald till att leda den nyligen bildade sjätte grenen av USA:s väpnade styrkor: Space Force. Han flyttar med sin familj till en bas i Colorado där han tillsammans med vetenskapsmän fått i uppgift av presidenten att uppnå total rymddominans.

## Rollista (i urval)
| Steve Carell      | – General Mark R. Naird   |
| John Malkovich    | – Dr. Adrian Mallory      |
| Ben Schwartz      | – F. Tony Scarapiducci    |
| Diana Silvers     | – Erin Naird              |
| Tawny Newsome     | – Angela Ali              |
| Jimmy O. Yang     | – Dr. Chen Kaifang        |
| Alex Sparrow      | – Yuri "Bobby" Telatovich |
| Don Lake          | – Brad Gregory            |
| Noah Emmerich     | – General Kick Grabaston  |
| Fred Willard      | – Fred Naird              |
| Jessica St. Clair | – Kelly King              |
| Lisa Kudrow       | – Maggie Naird            |